# Age of Empires: Mythologies
Age of Empires: Mythologies is een turn-based strategy-computerspel dat werd ontwikkeld door Griptonite Games en uitgegeven door THQ. Het spel kwam in de VS uit op 24 november 2008 en in Europa op 6 februari 2009.

## Gameplay
In het spel kan de speler een van de drie historische en mythologische beschavingen leiden: de Grieken, Egyptenaren en Scandinaviërs. Het spel beschikt in de singleplayer over een campagne- en scenariomodus, een multiplayer en een "hotseat"-modus.

## Ontvangst
Het spel werd positief ontvangen in recensies. Men prees de gameplay, personages en de missies. Op GameRankings heeft het een verzamelde score van 79,5% en op Metacritic een verzamelde score van 78%.

## Trivia
- Het spel is opgenomen in het boek 1001 Video Games You Must Play Before You Die van Tony Mott.